# Villejuif-Paul Vaillant-Couturier
Villejuif-Paul Vaillant-Couturier è una stazione della linea 7 della metropolitana di Parigi.

## La stazione
La stazione venne aperta nel 1985 e porta il nome del giornalista Paul Vaillant-Couturier (1892-1937) deputato comunista dal 1919 al 1928 e quindi nel 1936. A partire dal 1928, fu redattore capo del quotidiano L'Humanité.

## Interconnessioni
- Bus RATP - 162, 185, v7
- Noctilien - N15, N22